# Corinne Dibnah
Corinne Dibnah (Brisbane, 29 juli 1962) is een Australische golfprofessional die golfte op de ALPG Tour en de Ladies European Tour (LET). Tijdens haar golfcarrière won ze 16 golftoernooien waarvan 13 op de LET en 3 op de ALPG.

## Prestaties
Ladies European Tour
| Jaar | # | Toernooien                                                      |
| ---- | - | --------------------------------------------------------------- |
| 1986 | 2 | Trusthouse Forte Ladies Classic, Kristianstad Ladies' Open      |
| 1987 | 2 | James Capel Guernsey Open, Qualitair Ladies' Spanish Open       |
| 1988 | 2 | Bloor Homes Eastleigh Classic, Weetabix Women's British Open    |
| 1989 | 1 | Variety Club Celebrity Classic                                  |
| 1990 | 1 | Trophee International Coconut Skol                              |
| 1991 | 3 | BMW European Masters, Spanish Classic, BMW Italian Ladies' Open |
| 1993 | 1 | Holiday Inn Leiden Ladies' Open                                 |
| 1994 | 1 | BMW Italian Ladies' Open                                        |

ALPG Tour
- 1990: FAI Kooralbyn Valley Classic, Coca Cola Classic
- 1993: Coca Cola Ladies Pro-Am

## Prijzen
- LET Order of Merit: 1991
- ALPG Order of Merit: 1989, 1992 & 1994